# دف‌کان ۵ (بازی ویدئویی)
" دِف کان ۵ " (به انگلیسی: Defcon 5) یک بازی ماجراجویی تیراندازی اول شخص که توسط شرکت انگلیسی "میلنیوم اینتراکتیو" تولید و در سال ۱۹۹۵ برای رایانه‌های سازگار با آی‌بی‌ام منتشر شد. یک سال بعد در ۱۹۹۶ میلادی نیز برای کنسول‌های پلی استیشن، سگا ساترن و ۳دی‌او پورت گردید.
نام بازی متأثر از defense readiness condition به معنی «سیستم وضعیت آمادگی دفاعی ارتش» می‌باشد، که البته در بین عموم به اشتباه به وضعیت اورژانسی گفته می‌شود.

## داستان
داستان بازی در مورد فردی است که برای یک شرکت تخیلی به نام تایفون کار می‌کند. وظیفه بازیباز به عنوان آن فرد نصب یک سیستم نرم‌افزار دفاع خودکار در معادن اعماق فضا به نام MRP-6F می‌باشد. هدف اصلی محافظت از تأسیسات معدن در مقابل حمله مهاجمان است به همین منظور شش اسلحه قوی در محل نصب گردیده که توسط هزاران سیستم نیروبخش برای زرادخانه‌های اسلحه و مهمات پشتیبانی می‌شوند.
مدت کوتاهی پس از رسیدن قهرمان بازی به تأسیسات MRP-6F، از طرف نیروی ناشناسی مورد حمله قرار می‌گیرند. بازیباز باید با نیروهای مهاجم که وارد پایگاه شده‌اند رودرو شود. هدف اصلی فرار از تأسیسات همراه با مدارکی است که در آنجا بدست آمده.

## گیم پلی
گیم پلی بازی بسیار شبیه به بازی «سیستم شاک» (System Shock) محصول ۱۹۹۴ می‌باشد. بازیباز باید در پایگاه جستجو کرده و با یافتن آیتم‌های مورد نیاز برای ساخت خط دفاعی و در نهایت فرار از تأسیسات، به هدف اصلی بازی برسد.
ترکیب مبارزات به صورت چینش صحیح اسلحه‌های دفاعی برای بهره بردن از حداکثر کارایی آن‌ها و استفاده از ترمینال‌های رایانه‌ای تأسیسات (به اختصار ترمینال‌های VOS) برای جلوگیری از پیشروی دشمنان می‌باشد.
ترمینال‌های کامپیوتری کارایی‌های وسیع و مؤثری در گیم پلی بازی دارند، بازیباز می‌تواند از راه دور آن‌ها را کنترل نموده و جهت استفاده از اسلحه‌های دفاعی، خشاب‌گذاری و پرکردن مهمات یا بررسی خسارت‌های وارده به اسلحه‌های محیط پایگاه از ترمینال‌ها بهره ببرد.
همچنین امکان کنترل درب‌های پایگاه از طریق ترمینال‌های کامپیوتری نیز وجود دارد و بازیباز با استفاده از این قابلیت می‌تواند نیروهای مهاجم دشمن را در منطقه مورد نظر خود حبس نماید.
بازیباز همچنین توانایی مبارزه مستقیم و رودرو با دشمنان را دارد و می‌تواند بطور مستقیم به آن‌ها شلیک نموده و نابودشان کند، البته با نابودی آن‌ها دشمنان جدید بطور متوالی توسط سفینه‌های فضایی دشمن به محیط آورده می‌شوند. ضمن آنکه با نابودی هر دشمن سیستم هوای موجود در محیط از نظر کیفیت افت پیدا می‌کند که کامپیوترهای هوشمند پایگاه مجبور به بستن محل‌های مورد نظر شده و گاهی اوقات حتی باعث به دام افتادن بازیباز می‌شود. بازیباز با باز کردن درب‌های تنظیم هوا در مناطق مختلف می‌تواند آلودگی‌ها را برطرف کرده و میزان آلودگی را در سیستم مانیتورینگ ترمینال‌های پایگاه رصد کند.
تأسیسات شامل دو برج اصلی است که هر برج دارای هفت طبقه (شامل بخش‌های اداری و مسکونی)، سه آشیانه هواپیما، یک بخش سرویس دهی، شش اسلحه دفاعی و یک اتاق کنترل می‌باشد.
همه این بخش‌ها توسط یک سیستم حمل ونقل ریلی (شبیه مترو) به نام «لیمو» به هم مرتبط هستند. همچنین طبقات موجود در هر برج توسط آسانسورهای مختلفی با یکدیگر ارتباط دارند. تمامی این تنوع در بخش‌های پایگاه، این امکان را به بازیباز می‌دهد که برای مواجه نشدن با دشمنان از راه‌های مختلف به مقصد برسد.

## بازتاب‌ها
منتقد نسخه پلی استیشن گیم‌پرو به‌طور خلاصه در مورد «دِف کان ۵» می‌نویسد: «سخت، آرام و حماسی» و این نکته را نیز متذکر می‌شود که نمای اول شخص برای گرافیک و گیم پلی بازی بسیار پیش پا افتاده است و در کل بازی نمی‌تواند برای بازیبازان کم صبر و کم حوصله جذاب باشد. البته او بعضی از قسمت‌های بازی را نیز مورد تمجید قرار داده از جمله نوآوری در استراتژی سیستم‌های VOS، سکانس‌های سینمایی خوب و سختی چالش برانگیز.
مجله ماکسیموم با دادن ۲ ستاره از ۵ ستاره در مورد بازی می‌گوید: «سکانس ابتدائی بازی نشان دهنده اکشن و تیراندازی بالایی است که در داخل بازی به هیچ عنوان این مقدار اکشن وجود ندارد و در واقع توقع بازیباز هنگام دیدن سکانس ابتدای بازی به هیچ عنوان در داخل بازی برآورده نمی‌شود.»
سایت آی جی ان به نسخه پلی استیشن بازی نمره ۷ از ۱۰ داده است و از داستان هیجان انگیز بازی، اکشن لذت بخش و واقعی، جزئیات بالا که بازیباز را داخل بازی غوطه ور می‌کند.
ماهنامه الکترونیک گیمینگ میانگین نمره ۷٫۱۲۵ از ۱۰ را به نسخه سگا ساترن داده است. آن‌ها از گرافیک پیکسلی بازی انتقاد کرده‌اند اما از داستان، کنترل مناسب، ترکیبی از معماهای جالب، استراتژی و اکشن بازی تمجید کرده‌اند.
مجله سگا ساترن نسخه ساترن را مورد نقد قرار داده و گرافیک بازی را ضعیف و فاقد آبجکت‌های واضح دانسته، وجود بیش از حد پیاده‌روی از یک نقطه به نقطه دیگر در طول مراحل بازی برای یافتن آیتم‌های مورد نیاز را نیز جزو ایرادات بازی نامبرده و در پایان نتیجه‌گیری کرده: «این بازی حتی یک تقلید ضعیف هم از بازی "Doom" نیست» و در نهایت امتیاز ۶۷٪ به بازی داده است.

## سازگاری
بازی دِف کان ۵ در در لیست بازی‌های قابل اجرا بر روی شبیه‌ساز «داس باکس» قرار دارد و می‌توان به وسیله این شبیه‌ساز به اجرای کامل بازی پرداخت.